# شيركان
شيركان قرية سوريّة تتبع إداريّاً لمحافظة حلب منطقة عفرين ناحية معبطلي، بلغ تعداد سكانها 345 نسمة حسب التعداد السكاني لعام 2004.